# Penya de l'Escofet
La Penya de l'Escofet és una muntanya de 444 metres que es troba entre els municipis d'Olèrdola, a la comarca de l'Alt Penedès i de Canyelles, a la comarca del Garraf.